# Vraňany (nádraží)
Vraňany jsou železniční stanice, která se nachází severně od Vraňan v sousedství Spomyšle. Stanice leží v km 450,271 železniční trati Praha–Děčín mezi stanicemi Nelahozeves a Dolní Beřkovice. Ze stanice odbočují lokální tratě do Libochovic a Lužce nad Vltavou.

## Historie
I když dráha z Prahy přes Lovosice do Ústí nad Labem byla zprovozněna už v roce 1850, stanice Vraňany začala fungovat až 1. června 1858, tehdy však nádraží neslo název Jenschow-Melnik / Jenšovice-Mělník, v roce 1866 byl název upraven na Jenschow / Jenšovice a za Československa od roku 1918 jen Jenšovice. Název Vraňany se používá od roku 1920 s krátkou přestávkou v letech 1939-1945, kdy existovala německo-česká verze Wranian / Vraňany. V letech 2000-2002 byla stanice modernizována v rámci stavby I. koridoru v úseku Vraňany - Nelahozeves zámek.

## Popis stanice
Stanice je vybavena elektronickým stavědlem ESA 11, které ovládá výpravčí přímo z Vraňan. Ten dálkově ovládá rovněž sousední stanici Lužec nad Vltavou a v součinnosti s pracovníkem Povodí Vltavy rovněž sjednává obsluhu zvedacího mostu v obvodu Lužce nad Vltavou. Ve stanici je celkem 7 průběžných dopravních kolejí, další dvě dopravní koleje jsou kusé, každá je přístupná z opačného zhlaví. Z nelahozevského zhlaví odbočuje kolejiště měnírny, z koleje směrem na Lužec (ale ještě v obvodu stanice) odbočuje vlečka Areál Vraňany (dříve se nazývala vlečka Oseva). Z téže koleje ještě blíže k Lužci dříve (doložena je ještě v roce 2001) odbočovala rovněž vlečka ACHP Mělník.
Vpravo od budovy je u kusé koleje č. 6a nástupiště 1A o délce 20 m, výška nástupní hrany nad temenem kolejnice je 300 mm. Před budovou je nástupiště č. 1 u koleje č. 4 (193 m / 200 mm), následuje nástupiště č. 2 u koleje č. 2 (170 m / 200 mm) s příchodem po úrovňovém přechodu. Podchodem se pak přichází na ostrovní nástupiště č. 3 s délkami hran 249 m a výškou 300 mm nad temenem kolejnice.
Stanice je kryta z dvoukolejných návazných traťových úseků vjezdovými návěstidly 1L a 2L (od Nelahozevsi) v km 449,225, z opačného směru pak 1S a 2S v km 451,095. Vjezdové návěstidlo od Straškova je označeno KS a leží v km 36,790 (= 450,957 hlavní trati), návěstidlo VS od Lužce nad Vltavou se nachází v km 0,723 (= 450,994 hlavní trati).
Jízdy vlaků v návazných traťových úsecích do Nelahozevsi a Dolních Beřkovic jsou v obou kolejích zabezpečeny obousměrným reléovým trojznakým automatickým blokem AB 3-74 s kolejovými obvody. Mezi Vraňany a Straškovem funguje telefonické dorozumívání, tento úsek je však vybaven počítači náprav, které kontrolují volnost trati. Mezi Vraňany a Lužcem je traťové zabezpečovací zařízení 3. kategorie, které vylučuje postavení protisměrných cest.